# Paharpur
Paharpur é uma vila no distrito de Gaya, no estado indiano de Bihar.

## Demografia
Segundo o censo de 2001, Paharpur tinha uma população de 5758 habitantes. Os indivíduos do sexo masculino constituem 68% da população e os do sexo feminino 32%. Paharpur tem uma taxa de literacia de 78%, superior à média nacional de 59,5%: a literacia no sexo masculino é de 84% e no sexo feminino é de 64%. Em Paharpur, 13% da população está abaixo dos 6 anos de idade.